# Route nationale 40a
La route nationale 40a (RN 40a o N 40a) è stata una strada nazionale francese del dipartimento della Somme che partiva da Noyelles-sur-Mer e terminava ad Abbeville, passando per Port-le-Grand e Grand-Laviers. Rappresentava un collegamento tra la N40 e la N1. Nel 1972 venne completamente declassata a D40.